# Cinta de màniga d'Àfrica
La Cinta de màniga d'Àfrica (alemany: Ärmelband Afrika) va ser una condecoració militar alemanya de la Segona Guerra Mundial concedida als membres de la Wehrmacht que van participar en la campanya del nord d'Àfrica de 1941–43.

## Fons
El febrer de 1941, es va formar l'Afrika Korps alemany (DAK) per donar suport a les forces italianes en la campanya del nord d'Àfrica contra les forces britàniques i de la Commonwealth. Sota Erwin Rommel, el DAK, recolzat per la Luftwaffe i les unitats navals, va ocupar grans parts de Líbia i Egipte fins que finalment va ser derrotat a El Alamein l'octubre de 1942. Obligats a retirar-se i enfrontats al desembarcament dels aliats al Marroc i Algèria, les forces del DAK van evacuar el nord d'Àfrica o es va rendir, amb les últimes unitats alemanyes a l'Àfrica capitulant el 13 de maig de 1943.
El juliol de 1941 es va autoritzar un títol de puny de color verd fosc amb una vora blanca i caqui amb la inscripció AFRIKAKORPS per portar a la bocamàniga dreta pels membres del DAK que havien servit un mínim de dos mesos a l'Àfrica. Es tractava d'una insígnia de designació del cos, no d'un premi de campanya, i el personal que es va traslladar permanentment fora del teatre nord-africà ja no tenia dret a portar-la. Més tard, la Luftwaffe va introduir un títol de puny amb un disseny diferent per als aviadors amb seu al nord d'Àfrica. Igual que amb l'exèrcit, això no estava pensat per ser utilitzat per aquells que ja no estaven enviats al nord d'Àfrica. També hi havia una versió de la Kriegsmarine, que podria haver estat un article no oficial fet de manera privada.

## Elegibilitat
El 15 de gener de 1943 Adolf Hitler va instituir el títol de màniga d'Àfrica com a condecoració formal de campanya.
Els terminis finals d'aquest premi requerien almenys sis mesos de servei al teatre d'operacions nord-africà, o qualsevol període menor si el destinatari va ser condecorat per valentia, va ser ferit o si va morir, en aquest cas es va concedir un premi pòstum. Els que van contreure una malaltia debilitant que va requerir evacuació van requerir tres mesos de servei actiu abans de la malaltia. Després del 6 de maig de 1943, el període de qualificació de servei es va reduir de sis a quatre mesos.
La data límit per a les sol·licituds per al títol de puny va ser el 31 d'octubre de 1944.

## Disseny i vestimenta
La cinta de màniga és una banda de pèl de camell de color marró mitjà de 32 mm d'ample, que porta la paraula AFRIKA flanquejada a banda i banda per una imatge d'una palmera i vorejada a la part superior i inferior amb una franja de 3 mm, tot brodat amb una trena o cotó gris platejat. El disseny era el mateix per als tres serveis armats.
La banda es portava a la màniga inferior esquerra de l'uniforme, fins i tot als abrics. Quan es rebien dos o més títols de màniga de campanya, les rebudes en primer lloc es van portaven correctament per sobre dels premis posteriors, tot i que aquesta regulació no sempre es va seguir.
Les decoracions de l'època nazi van ser prohibides després de la guerra. La cinta de braç d'Àfrica va ser un dels que la República Federal d'Alemanya va tornar a autoritzar el 1957. Tot i que molts premis van ser redissenyats per eliminar l'esvàstica, el títol original del braç es podia portar sense alterar ja que no portava aquest símbol. Els membres del Bundeswehr que eren veterans de la qualificació portaven el premi a la seva barra de cintes, representada per una petita rèplica del disseny del puny sobre una cinta de color marró mitjà amb vora platejada.